# Залісний (Моркинський район)
Залі́сний (рос. Залесный, марій. Инвалид-влакын пӧртышт) — селище у складі Моркинського району Марій Ел, Росія. Входить до складу Красностєкловарського сільського поселення.
До 2011 року селище називалось Дом Інвалідів, в радянські часи — Дом інвалідів.

## Населення
Населення — 296 осіб (2010; 323 у 2002).
Національний склад (станом на 2002 рік):
- росіяни — 41 %
- татари — 34 %